# Álvaro Alves de Faria
Álvaro Alves de Faria (São Paulo, 9 de Fevereiro de 1942) é um  poeta, escritor e jornalista brasileiro. É um poeta da Geração 60. Dedica-se a diversos gêneros literários entre os quais poemas, novelas, romances, ensaios e crônicas, além de ter escrito peças de teatro. Como poeta, iniciou, em 1965, o movimento de recitais públicos nas ruas e praças de São Paulo, quando lançou o livro "O sermão do Viaduto" - um comício poético - em pleno Viaduto do Chá. Em 1966 foram proibidos, por motivos políticos. Jornalista profissional, dedicou-se à área cultural, especialmente na crítica literária em jornais, revistas, rádio e televisão. 
Pelo seu trabalho recebeu, em 1976 e 1983, o Prêmio Jabuti de Literatura da Câmara Brasileira do Livro.

## Obra
Poesia
- Nocturno Maior (1963)
- Tempo Final (1964)
- O Sermão do Viaduto (1965)
- Quatro Cantos de Pavor e Alguns Poemas Desesperados (1973)
- Em Legítima Defesa (1978)
- Motivos Alheios (1983)
- Mulheres do Shopping (1988)
- Lindas Mulheres Mortas (1990)
- O Azul Irremediável (1992)
- Pequena Antologia Poética (1996)
- Gesto Nulo (1998)
- Agrário (1998)
- Terminal (1999)
- 20 poemas quase Líricos e Algumas Canções para Coimbra (1999)

Ficção
- O Tribunal, novela (1972)
- O Defunto, uma história brasileira, novela (1976)
- A Faca no Ventre, romance (1979)
- A Noiva da Avenida Brasil, crónicas (1981)
- Autópsia, romance (1986)
- Dias Perversos, romance (1994)